# Cladosporium multigeniculatum
Cladosporium multigeniculatum är en svampart som beskrevs av W. Yamam. 1959. Cladosporium multigeniculatum ingår i släktet Cladosporium och familjen Davidiellaceae.   Inga underarter finns listade i Catalogue of Life.